# Лэнгтри, Лилли
Лилли Лэнгтри (англ. Lillie Langtry, также Lily Langtry; 13 октября 1853 — 12 февраля 1929), урождённая Эмили Шарлотта Ле Бретон (англ. Emilie Charlotte Le Breton) — британская актриса и «светская львица». Лэнгтри быстро получила известность в мае 1877 года, когда она была приглашена на «домашний ужин» у леди Себрайт, который посетили некоторые известные художники тех дней. Она вызвала интерес к себе и вскоре стала постоянной гостьей светских приёмов. В 1881 году Лэнгтри начала артистическую карьеру, она играла главные роли в таких пьесах как «Ночь ошибок», «Леди из Лиона», «Как вам это понравится», а в дальнейшем создала собственную театральную компанию. Кроме того, Лилли Лэнгтри была известна своими отношениями с аристократами, включая принца Уэльского, графа Шрусбери и принца Людвига фон Баттенберга.

## Биография
Лилли Лэнгтри, урождённая Эмили Шарлотта Ле Бретон, была единственной дочерью декана Джерси, преподобного Уильяма Корбета Ле Бретона. Одним из его предков был Ричард ле Бретон, известный как убийца Томаса Бекета. Репутация Уильяма Ле Бретона была испорчена многочисленными внебрачными связями, и когда в 1880 году жена в конце концов ушла от него, он покинул Джерси. Они с матерью Лилли, Эмили Дэвис (в девичестве Мартин), поженились в 1842 году в Челси. Лилли была шестой из семерых детей и единственной девочкой среди них. Из её братьев только двое, Уильям Инглис Ле Бретон (1846—1931) и Клемент Мартин Ле Бретон (1851—1927) не умерли в ранней молодости в результате болезни или несчастного случая. По воспоминаниям Лилли, она участвовала вместе с братьями во всех их забавах и была «неисправимым сорванцом». Она также занималась с их учителем, благодаря чему получила необычно хорошее образование для женщины своего времени.

### С Джерси в Лондон

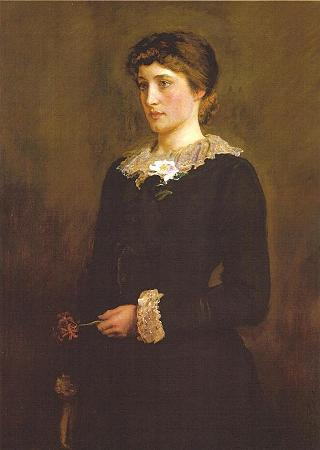
Лилли Лэнгтри на картине Милле «Лилия Джерси»

6 марта 1874 года двадцатилетняя Лилли вышла замуж за тридцатилетнего ирландского землевладельца Эдварда Лэнгтри, вдовца. Его первая жена Джейн Фрэнсис была сестрой Элизабет, жены брата Лилли Уильяма. Свадебный приём прошёл в отеле Royal Yacht Hotel в Сент-Хелиере, Джерси. Лилли настояла, чтобы муж увёз её с Нормандских островов. Они сняли квартиру на Итон Плейс в Белгравии, Лондон.
В интервью, опубликованном в нескольких газетах в 1882 году, Лилли Лэнгтри сказала:

«Лондонскому обществу я была впервые представлена благодаря лорду Ранела и художнику Фрэнку Майлзу… Я приехала в Лондон, и меня ввели в общество мои друзья. Из них больше всех был полон энтузиазма мистер Фрэнк Майлз, художник. Впоследствии я узнала, что он увидел меня в театре однажды вечером и тщетно пытался выяснить, кто я. В клубах и среди друзей-художников он заявлял, что видел некую красавицу, и описывал меня всем, кого он знал, пока однажды меня не встретил один из его друзей и мы не были должным образом представлены. Затем мистер Майлз пришёл и умолял меня позировать ему для портрета. Я дала согласие, и когда портрет был готов, он был продан принцу Леопольду. С тех пор меня приглашали всюду.»

Лорд Ранела, друг отца Лилли, пригласил её на приём в высшем обществе, где она привлекла внимание своей красотой и остроумием. На Лилли было ставшее позже её отличительным знаком простое чёрное платье, контрастировавшее с более сложными нарядами других присутствовавших дам, она не надевала никаких украшений. К концу ужина Фрэнк Майлз сделал несколько набросков Лилли, которые в дальнейшем стали очень популярными на открытках. Другой гость, Джон Эверетт Милле, в дальнейшем написал её портрет. Прозвище Лэнгтри «Лилия Джерси» (англ. Jersey Lily) было связано с цветком джерсийской лилии (Амариллис белладонна) — символом Джерси.

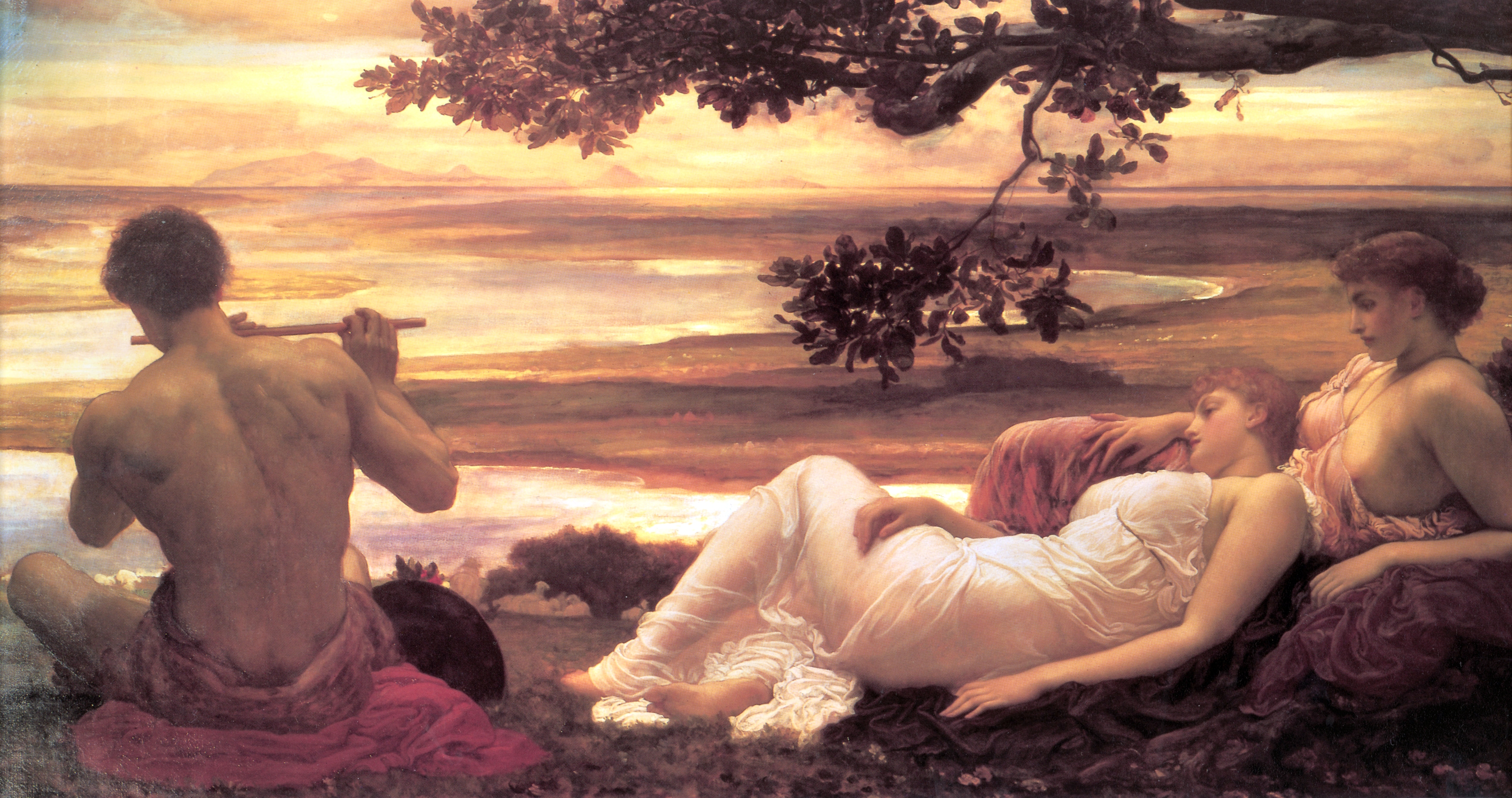
Дороти Дин и Лилли Лэнгтри на картине «Идиллия», 1880—1881

Прозвище получило известность благодаря портрету Милле, названному «Лилия Джерси» (англ. A Jersey Lily). Семья Милле также происходила с Джерси, и по традиции они с Лилли говорили во время работы на джерсийском диалекте. Картина вызвала большой интерес, когда была представлена в Королевской академии. На портрете Лэнгтри держит в руках не джерсийскую, а гернсийскую лилию (Nerine sarniensis), так как во время работы над полотном нужный цветок не нашли. Лилли также позировала Эдварду Пойнтеру и Эдварду Бёрн-Джонсу. В  1880—1881 годах она позировала для картины Фредерика Лейтона «Идиллия» (англ. «Idyll», холст, масло, 104,1 x 212,1 см, частная коллекция в США, постоянная модель художника Дороти Дин изображена на переднем плане, Лилли Лэнгтри — за ней).
Лэнгтри пользовалась огромным успехом в Лондоне, и вскоре её слава достигла ушей королевских особ.

## Сценическая карьера
Нуждаясь в деньгах, Лилли по совету своего близкого друга Оскара Уайльда решила начать артистическую карьеру. Впервые она вышла на сцену в любительском представлении в Туикенемской ратуше. Это была комедия на две роли под названием «A Fair Encounter», вместе с Лэнгтри в ней играла Генриетта Лабушер. До брака с Генри Лабушером Генриетта была профессиональной актрисой, она стала наставницей Лилли в вопросах сценического мастерства. Отзывы на постановку были благосклонными, и в 1881 году Лилли дебютировала на лондонской сцене в роли Кейт Хардкасл в пьесе Голдсмита «Ночь ошибок» в Хеймаркетском театре. Рецензии критиков были смешанными, но Лилли пользовалась успехом у публики, и в следующий раз она играла в спектакле «Ours» в том же театре. В начале 1882 года Лэнгтри покинула Хеймаркет и создала собственную театральную компанию, гастролировавшую по Великобритании с различными пьесами. Генриетта Лабушер продолжала опекать Лилли.
Американский импресарио Генри Эбби организовал для Лилли американские гастроли, и в октябре 1882 года она прибыла в Нью-Йорк, где её встречали представители прессы и Оскар Уайльд, в это время находившийся в США с лекционным туром. После первого появления Лэнгтри её выступления ожидали в нетерпением, но в ночь накануне премьеры театр сгорел. Шоу было перенесено, и премьера состоялась неделей позже. Впоследствии театральная компания Лилли начала тур по США от побережья до побережья, который закончился в мае 1883 года, принеся солидную прибыль. Перед отъездом из Нью-Йорка актриса разругалась с Генриеттой Лабушер из-за своей связи с молодым американским миллионером Фредди Гебхардом. Её первый тур по США (где её сопровождал Гебхард) имел огромный успех, который она повторила и в последующие годы. Хотя критики неодобрительно отзывались о трактовке Лэнгтри таких ролей как Паулина в «Леди из Лиона» или Розалинда в «Как вам это понравится», публика любила её. После возвращения из Нью-Йорка в 1883 году Лилли записалась на шестинедельный курс в Парижской консерватории, чтобы поработать над своим сценическим мастерством. В 1889 году она сыграла леди Макбет. В 1903 году в США она играла главную роль в пьесе «The Crossways», которую написала в соавторстве с Дж. Хартли Мэннерсом. Лэнгтри возвращалась в Америку на гастроли в 1906, а затем в 1912 году, выступая в водевилях. Она в последний раз вышла на сцену в США в 1917 году, в Лондоне — несколько месяцев спустя.

## Личная жизнь

### Роман с принцем

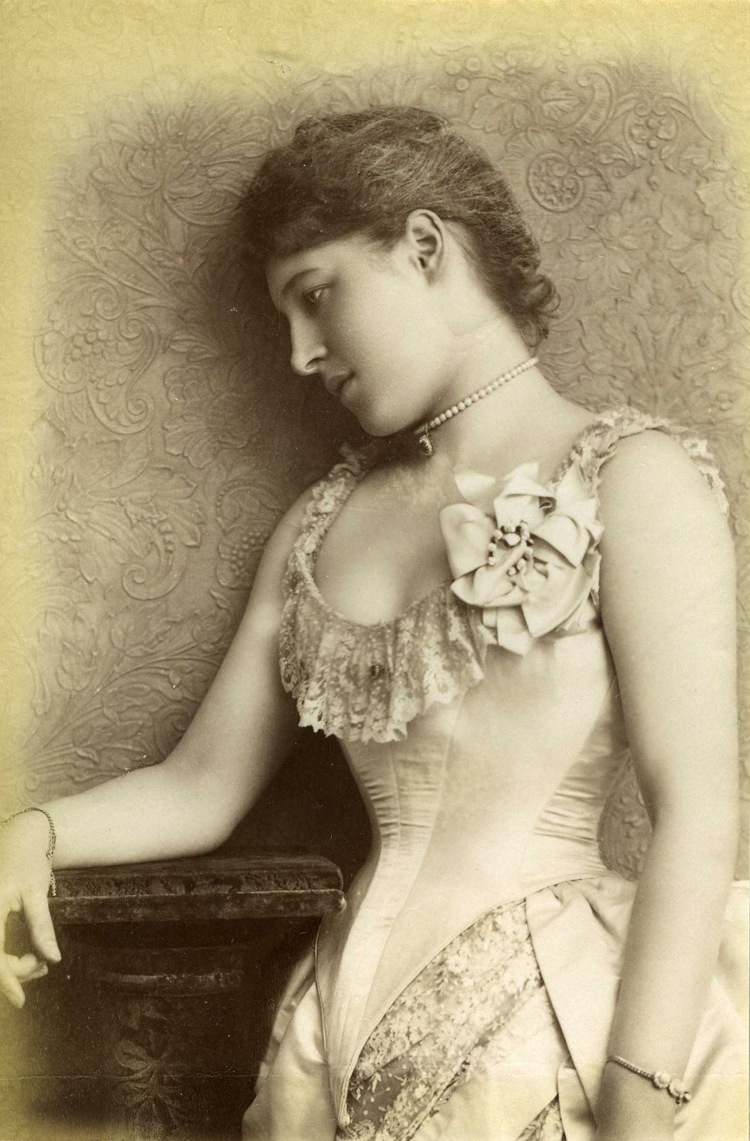
Лилли Лэнгтри в августе 1885 года, фотография Уильяма Дауни

Принц Уэльский, Альберт Эдуард («Берти», в будущем Эдуард VII), сидел рядом с Лэнгтри на званом ужине у сэра Аллена Янга 24 мая 1877 года. Место мужа Лилли, Эдварда Лэнгтри, было на другом конце стола. Хотя принц был женат на принцессе Александре и был отцом шестерых детей, его супружеские измены были широко известны. Он увлёкся Лилли, и вскоре она стала его полуофициальной любовницей. Она даже была представлена матери принца, королеве Виктории. В конце концов у Лэнгтри развились тёплые отношения с принцессой Александрой.
Роман продолжался с конца 1877 года по июнь 1880. В 1877 году Принц Уэльский построил для встреч с любовницей Красный Дом в Борнмуте (сейчас отель «Langtry Manor»), дизайном дома занималась сама Лилли. Говорили, что однажды принц пожаловался: «Я потратил на вас столько, что на эти деньги можно было бы построить военный корабль», на что Лэнгтри достаточно едко ответила: «И потратили во мне столько, что его можно было бы спустить на воду». По слухам, их отношения окончательно охладели, когда Лилли нарушила правила этикета на званом ужине. Когда в июне 1879 года в Лондон приехала Сара Бернар, она затмила Лилли.
В июле 1879 года у Лилли Лэнгтри начался роман с Чарльзом Четуинд-Тэлботом, графом Шрусбери; в январе 1880 года Лэнгтри и граф планировали сбежать вместе. Осенью 1879 года газета «Town Talk» опубликовала слухи, что муж Лэнгтри подаёт на развод и принц Уэльский, среди прочих, вызывается в суд как соответчик. В этот период принц мало виделся с Лилли, однако он продолжал тепло отзываться о ней, когда в дальнейшем она начала артистическую карьеру.
После потери монаршей благосклонности Лэнгтри начали окружать кредиторы. Финансовое состояние семьи не соответствовало их стилю жизни. В октябре 1880 года Лилли пришлось продать многие принадлежавшие ей вещи, чтобы оплатить долги, но официально Эдвард Лэнгтри о банкротстве не объявлял.

### Дочь
В апреле 1879 года у Лэнгтри начался роман с принцем Людвигом фон Баттенбергом, в то же время она состояла в отношениях и со своим старым другом Артуром Клэренсом Джонсом (1854—1930). В июне 1880 года она забеременела. Это не был ребёнок её мужа; она убедила принца Людвига, что отцом был он. Когда принц рассказал об этом родителям, те отправили его на военный корабль HMS Inconstant. Получив от принца Уэльского некоторую сумму, Лэнгтри уехала в Париж с Артуром Джонсом. 8 марта 1881 года она родила дочь, Жанну Мари.
Страстные письма Лэнгтри к Артуру Джонсу, найденные в 1978 и опубликованные в 1999 году, позволяют предполагать, что отцом был Джонс. Сын принца Людвига, граф Маунтбеттен Бирманский, всегда высказывался в пользу того, что Жанна Мари была дочерью его отца.
В 1902 году Жанна Мари вышла замуж за шотландского политика сэра Йена Малкольма. У них было четверо детей. Леди Малкольм умерла в 1964 году. Её дочь Мэри Малкольм была одной из первых женщин-дикторов телевизионной службы BBC (сейчас BBC One) в 1948—1956 годах. Она умерла 13 октября 2010 года в возрасте 92 лет. Её сын Йен Малкольм был первым мужем актрисы Энн Тодд.

### Американское гражданство

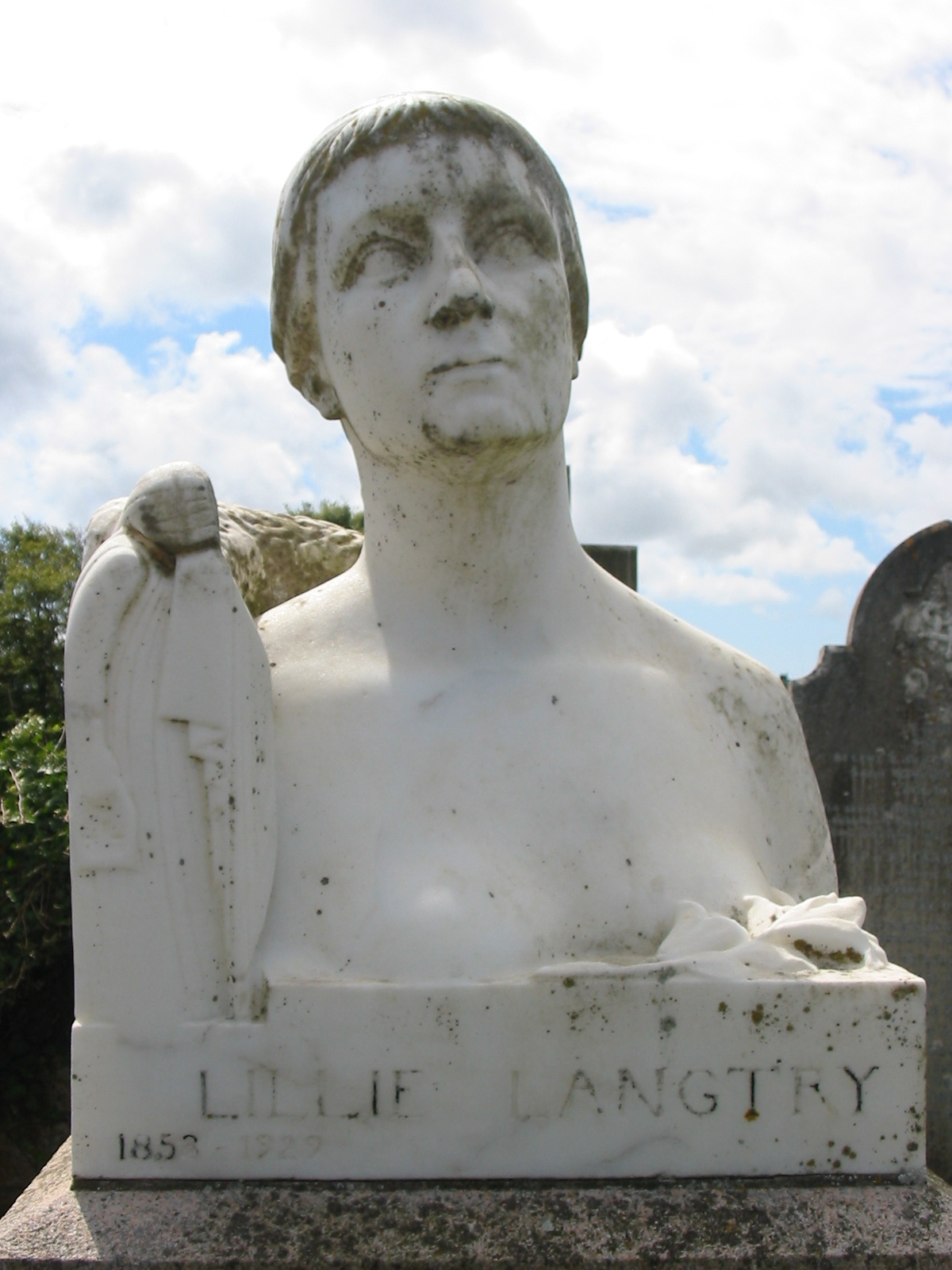
Могила Лилли Лэнгтри на острове Джерси

Лэнгтри стала гражданкой США в 1897 году. В том же году она развелась с Эдвардом Лэнгтри в Лейкпорте, Калифорния; несколько месяцев спустя Эдвард погиб в результате несчастного случая. Позже в письме соболезнования к другой вдове Лилли написала: «Я тоже потеряла мужа, но увы! потеря была невелика».
В 1888 году Лэнгтри купила винодельню с 4200 акрами земли в округе Лейк, Калифорния, для производства красного вина. В 1906 году она перепродала землю и предприятие. Винодельня и виноградники до сих пор работают под названием «Langtry Farms» в Миддлтауне, Калифорния.
Вскорости после развода, в 1899 году, Лэнгтри повторно вышла замуж за Хьюго де Бата, который был намного младше неё. Он унаследовал титул баронета и был важной фигурой в мире скачек. В последние годы жизни Лилли жила в Монако неподалеку от мужа, однако виделись они только во время светских раутов и недолгих личных встреч.

### Последние дни
В этот период компаньонкой Лэнгтри в Монако была её близкая подруга и вдова её дворецкого Матильда Мэри Пит. Пит была рядом с Лэнгтри в последние дни её жизни, когда та умерла в Монте-Карло от пневмонии. В наследство от Лилли Матильда Мэри Пит получила 10000 фунтов, виллу, известную под названием Le Lys Monaco («Лилия Монако»), одежду и автомобиль.
Лэнгтри умерла в Монако во вторник 12 февраля 1929 года, на рассвете. Она хотела, чтобы её похоронили рядом с родителями в Церкви Христа Спасителя на острове Джерси. Из-за метели невозможно было перевезти тело немедленно, но 22 февраля его всё-таки доставили на остров на пароходе «Saint Brieuc». Гроб простоял в церкви ночь в окружении цветов, и 23 февраля Лилли Лэнгтри была похоронена.

## Культурное влияние и изображения в искусстве

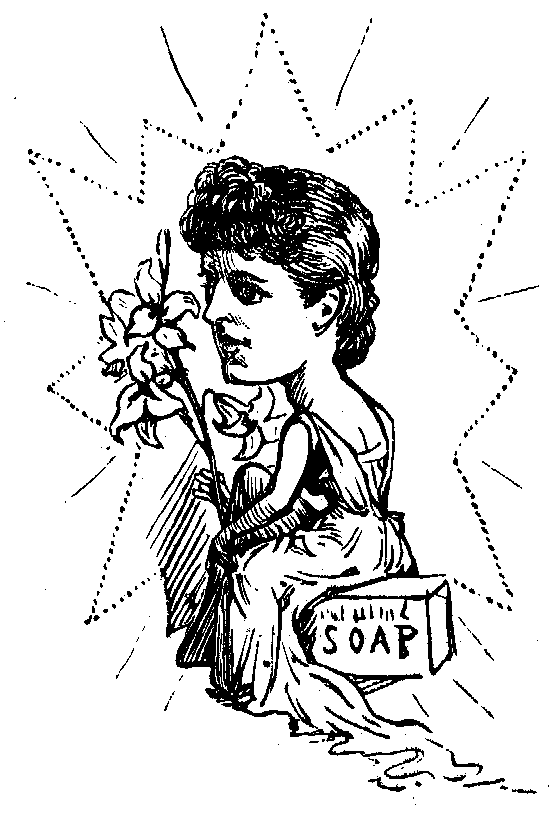
Карикатура на Лэнгтри из журнала «Панч», Рождество 1890: коробка мыла, на которой она сидит, отражает её участие в известной рекламе

Лилли Лэнгтри пользовалась своей популярностью, зарабатывая на рекламе коммерческих продуктов, таких как косметика и мыло. Заключив в 1880 году контракт с производителями мыла Pears Soap, она стала первой женщиной-знаменитостью, получающей прибыль от использования в рекламе своего образа. Публика была увлечена Лилли, и благодаря использованию её портретов продажи Pears Soap резко возросли.
Исследователи считают, что Лилли Лэнгтри могла быть прообразом Ирэн Адлер из «Скандала в Богемии» (1891) Артура Конан-Дойла.
В фильме студии «Universal» 1944 года «Багровый коготь» жертва убийства Лилиан Джентри, жена лорда Уильяма Пенроуза и бывшая актриса, является явной отсылкой к Лэнгтри.
История жизни Лилли Лэнгтри была экранизирована несколько раз. В «Человеке с Запада» (1940) её играет Лилиан Бонд, в «Жизни и временах судьи Роя Бина» (1972) — Ава Гарднер. В обоих фильмах в Лилли влюблен судья Рой Бин, её знаменитый поклонник с американского фронтира; в первом фильме его роль исполнил Уолтер Бреннан, в более позднем — Пол Ньюман.
В эпизоде A Picture of a Lady (1965) телесериала «Дни в Долине Смерти» роль Лэнгтри исполнила Франсин Йорк.
В 1978 году о Лэнгтри был снят телесериал «Лилли» (англ. Lillie) с Франческой Аннис в главной роли. Ранее она уже играла Лилли Лэнгтри в сериале 1975 года «Эдуард VII» (англ. Edward the Seventh). В телевизионном фильме «Происшествие на водопаде Виктория» роль Лилли исполнила Дженни Сигроув.
В мистическом телесериале 1996 года «Клан» (англ. Kindred: The Embraced), основанном на ролевой игре «Vampire: The Masquerade», Лилли Лэнгтри — бессмертная глава вампирского клана, дожившая до сегодняшнего дня. Роль исполнила Стэйси Хайдук.
Лэнгтри — одна из центральных персонажей романа-вестерна Джейка Логана «Слокам и Лилия Джерси» (англ. Slocum and the Jersey Lily). Также она появляется в детективном романе Робин Пейдж «Смерть в Эпсом Даунс» (англ. Death at Epsom Downs).
В серии романов Джорджа Макдоналда Фрейзера о Гарри Флэшмене Лэнгтри — бывшая любовница главного героя. Флэшмен описывает её как одну из немногих женщин, которых он по-настоящему любил.
Песня «Lily Langtry» вошла в несколько альбомов фолк-группы New Christy Minstrels. Предполагается, что Лилли Лэнгтри посвящена песня The Who 1967 года «Pictures of Lily», герой которой влюбляется в изображение женщины по имени Лили. В песне говорится, что она умерла в 1929 году, что совпадает с годом смерти Лэнгтри.
Имя Лилли Лэнгтри упоминается в романе У. С. Моэма "Луна и Грош" в описании Чарлза Стрикленда (On his chimney-piece he had photographs of Mrs. Langtry and Mary Anderson. He read Punch and the Sporting Times. He went to dances in Hampstead). Источник: http://www.e-reading.club/chapter.php/100228/43/Maugham_-_The_Moon_and_Sixpence.html